# Conus delucai
Conus delucai é uma espécie de gastrópode do gênero Conus, pertencente à família Conidae.